# أسمولالية البلازما
تقيس أسمولالية البلازما (بالإنجليزية: Plasma osmolality)‏ توازن الماء-الكهرل في الجسم، ويُمكن تقديرها من خلال خلال عدة طرق منها القياس أو الحساب.
تختلف الأسمولية عن الأسمولالية من الناحية التقنية، ولكنهما متماثلين وظيفيا من حيث الاستخدام العادي. ففي حين تمثل الأسمولية مقياس الأسمولات (بالإنجليزية:  osmoles)‏ من المذاب في كل كيلوجرام من المذيب، وتمثل الأسمولية عدد الأسمولات المذابة في لتر واحد من المحلول. وعلى هذا النحو فإن الأعداد الأكبر تشير إلى تركيزات أكبر للمذيبات في البلازما.